# Marienhaus
Die Marienhaus Gruppe mit der führenden Marienhaus GmbH ist ein kirchliches Gesundheitsunternehmen, das u. a. Krankenhäuser, Alten- und Pflegeheime, Hospize und Bildungseinrichtungen betreibt.

## Geschichte
Die Geschichte der Marienhaus-Gruppe ist eng verbunden mit der Historie der Franziskanerinnen von der allerseligsten Jungfrau Maria von den Engeln (Waldbreitbacher Franziskanerinnen). Diese Kongregation wurde im Jahr 1863 von Rosa Flesch in Waldbreitbach gegründet. Stammsitz der Gemeinschaft ist seit jener Zeit das Kloster Marienhaus, das als Namensgeber für die Unternehmensgruppe diente. Von Anfang an wirkten die Waldbreitbacher Franziskanerinnen auch in der Krankenpflege. In den ersten Konstitutionen aus dem Jahr 1869 stand: „Die Schwestern verpflichten sich den Werken der tätigen Nächstenliebe: Arme, verlassene Kinder, soweit tunlich, unentgeltlich zu erziehen und auch nach Entlassung aus der Schule in weiblichen Handarbeiten zu tugendhaften, arbeitsamen Menschen heranzubilden, Arme, Kranke und alte verlassene Personen unentgeltlich zu pflegen in und außer dem Hause.“
Schon im Jahr 1903 wurden die verschiedenen Aktivitäten des Ordens in der Marienhaus GmbH zusammengefasst. Gesellschaftszweck war die „Errichtung und Verwaltung von Kranken- und sonstigen Wohltätigkeitsanstalten und Nutzbarmachung der denselben zugehörigen Immobilien, um diesen Zweck erreichen zu können“.
Die Aktivitäten der Marienhausgruppe wurden schrittweise durch die Einrichtung eigener oder die Übernahme bestehender Krankenhäuser ausgebaut. Im Jahr 2011 gründete die Gemeinschaft der Waldbreitbacher Franziskanerinnen die Marienhaus-Stiftung mit Sitz in Neuwied, in die die wirtschaftlichen Aktiva der Kongregation eingebracht wurden. Die der Kongregation verbundene Stiftung hat die Rechtsform einer kirchlichen Stiftung des bürgerlichen Rechts. Stiftungszweck ist die Förderung der Werke christlicher Nächstenliebe. Dieser Zweck wird erreicht durch
- Förderung und Unterstützung der Wohlfahrtspflege,
- Förderung und Unterstützung des öffentlichen Gesundheitswesens, insbesondere der Krankenhilfe,
- Förderung und Unterstützung der Alten- und Behindertenhilfe sowie der sozialen und beruflichen Rehabilitation,
- Förderung und Unterstützung der Kinder- und Jugendhilfe,
- Förderung und Unterstützung der Lehre und Forschung, Bildung und Erziehung und
- Förderung und Unterstützung der Ordensgemeinschaft der Waldbreitbacher Franziskanerinnen sowie der ihr angehörigen Schwestern in gesunden, kranken und alten Tagen.

Durch dieses Stiftungsmodell sollte die wirtschaftliche Zukunftsfähigkeit der Unternehmensgruppe unabhängig von der des Ordens gesichert werden. Ebenfalls im Jahr 2011 brachte die Gemeinschaft der Franziskanerinnen von der Heiligen Familie ihre Einrichtungen im Bereich der Alten- und Krankenpflege ein, so dass die Marienhaus-Gruppe heute die Traditionen beider Kongregationen im karitativen Bereich fortsetzt.
Am 11. Oktober 2017 kam es im Marienhaus-Klinikum Ottweiler zum bundesweit ersten Streik des Pflegepersonals bei einem in kirchlicher Trägerschaft befindlichen Krankenhaus.

## Eigentümerstruktur
94 % der Unternehmensanteile hält die Marienhaus-Stiftung, weitere 6 % die Edith-Stein-Trägerstiftung der Philosophisch-Theologischen Hochschule Vallendar.

## Einrichtungen
Ende Dezember 2021 gehörten zur Gruppe 15 Klinikstandorte, 18 Einrichtungen für Menschen im Alter, 9 Bildungseinrichtungen, 13 stationäre und ambulante Hospize, 3 Kinder- und Jugendhilfe-Einrichtungen, sowie vier weitere Einrichtungen. Die Einrichtungen der Gruppe befinden sich in Nordrhein-Westfalen, Rheinland-Pfalz und dem Saarland.

### Kliniken
- Bad Neuenahr-Ahrweiler: Krankenhaus Maria Hilf

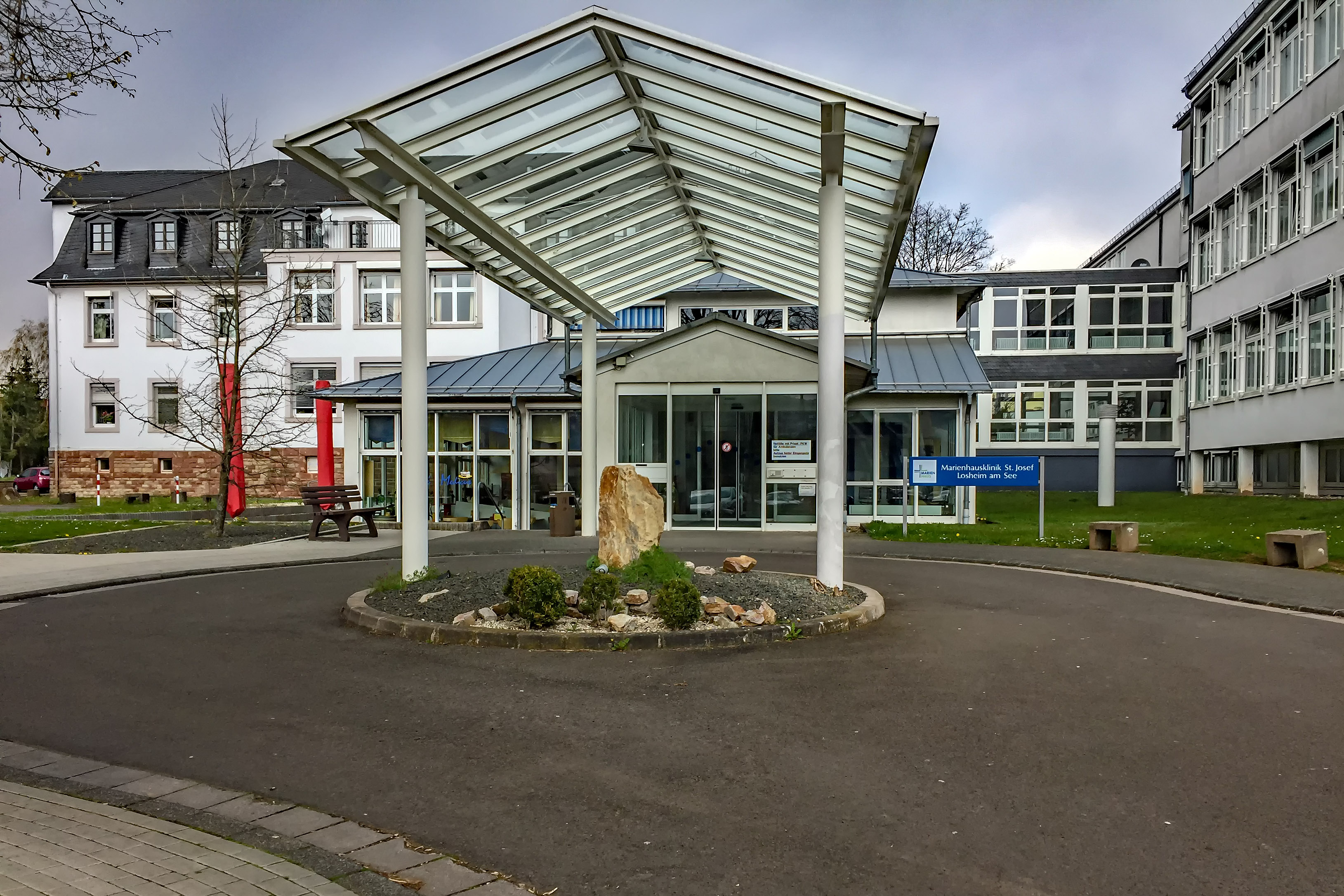
Marienhausklinik St. Josef in Losheim am See

- Bingen am Rhein: Heilig-Geist-Hospital
- Bitburg: Marienhaus Klinikum Eifel
- Bonn: Gemeinschaftskrankenhaus
- Burgbrohl: Brohltal-Klinik St. Josef
- Gerolstein: Klinikum Eifel St. Elisabeth
- Hermeskeil: St. Josef-Krankenhaus
- Mainz: Marienhaus Klinikum Mainz
- Neunkirchen (Saar): Marienhausklinik St. Josef Kohlhof
- Neustadt an der Weinstraße: Marienhaus Klinikum Hetzelstift
- Neuwied: Marienhaus Klinikum St. Elisabeth und Haus St. Matthias (ehem. DRK-Krankenhaus)
- Ottweiler: Marienhausklinik
- Saarlouis: Marienhaus Klinikum St. Elisabeth
- St. Wendel: Marienkrankenhaus
- Waldbreitbach: Marienhaus Klinikum St. Antonius

#### Ehemalige Kliniken
- Adenau: St. Josef-Krankenhaus
- Losheim am See: Marienhausklinik St. Josef
- Oberwesel: Loreley-Kliniken
- St. Goar: Loreley-Kliniken
- Völklingen: St. Michael Krankenhaus (bis 2009)[6]